# Abstract Studio
Abstract Studio ist ein 1994 in Houston, Texas von Terry Moore gegründeter Comicverlag. Gemeinsam mit seiner Ehefrau Robyn Moore vertreibt er über diesen Verlag seine Comicserien Strangers in Paradise und Echo (Comic).